# Patricia Charbonneau
Patricia Charbonneau (Valley Stream, 19 aprile 1959) è un'attrice statunitense.
È ricordata soprattutto per il suo ruolo da protagonista nel film del 1986 Cuori nel deserto, al fianco di Helen Shaver, che le ha fatto ricevere le lodi della critica e una candidatura all'Independent Spirit Award come miglior attrice protagonista

## Biografia
Patricia Charbonneau è nata a Valley Stream, Long Island, New York, ed è la più giovane di 10 figli. Suo padre è francese e sua madre è austriaca. Si è diplomata nel 1977 alla Valley Stream Central High School, che ha frequentato con i futuri colleghi attori Steve Buscemi e Steve Hytner. Successivamente ha frequentato la Boston University, dove ha seguito corsi di teatro, e subito dopo ha iniziato a recitare in alcune compagnie teatrali.
Ha recitato in molti film, perlopiù a basso costo, come il thriller Chiamami di notte, del quale è protagonista. Hanno fatto seguito RoboCop 2; Un poliziotto in blue jeans; K2 - L'ultima sfida, al fianco di Michael Biehn; Falsi paradisi - Kiss the Sky; Kiss Me; Perimetro di paura, al fianco di Famke Janssen. Ha inoltre lavorato in diverse serie televisive come I racconti della cripta, Crime Story, Un giustiziere a New York, Oltre la legge - L'informatore, La signora in giallo, Matlock, New York Undercover e Law & Order: Criminal Intent.
Dal 2007 insegna recitazione al Hudson Valley Academy of Performing Arts a West Taghkanic, New York.

## Vita privata
È sposata con il musicista Vincent Caggiano dal 1982.

## Filmografia

### Attrice

#### Cinema
- Cuori nel deserto (Desert Hearts), regia di Donna Deitch (1985)
- Manhunter - Frammenti di un omicidio (Manhunter), regia di Michael Mann (1986)
- Un poliziotto in blue jeans (Shakedown), regia di James Glickenhaus (1988)
- Chiamami di notte (Call Me), regia di Sollace Mitchell (1988)
- Brain Dead, regia di Adam Simon (1990)
- RoboCop 2, regia di Irvin Kershner (1990)
- K2 - L'ultima sfida (K2), regia di Franc Roddam (1991)
- Falsi paradisi - Kiss the Sky (Kiss the Sky), regia di Roger Young (1998)
- Indagine pericolosa (The Arrangement), regia di Michael Ironside (1999)
- Kiss Me, regia di Robert Iscove (1999)
- California Myth, regia di Michel Katz (1999)
- Perimetro di paura (100 Feet), regia di Eric Red (2008)
- Skipping Stones, regia di S.J. Creazzo (2020)

#### Televisione
- C.A.T. Squad, regia di William Friedkin – film TV (1986)
- Un giustiziere a New York (The Equalizer) – serie TV, episodio 2x12 (1987)
- Spenser (Spenser: For Hire) – serie TV, episodio 2x15 (1987)
- Crime Story – serie TV, 7 episodi (1986-1987)
- Emergenza nucleare (Disaster at Silo 7), regia di Larry Elikann – film TV (1988)
- Oltre la legge - L'informatore (Wiseguy) – serie TV, 5 episodi (1988-1989)
- Crimini misteriosi (Unsub) – serie TV, episodio 1x02 (1989)
- Matlock – serie TV, episodio 4x08 (1989)
- Desperado: Badlands Justice, regia di E.W. Swackhamer – film TV (1989)
- Booker – serie TV, episodio 1x12 (1990)
- Voci nella notte (Midnight Caller) – serie TV, episodio 2x18 (1990)
- La signora in giallo (Murder, She Wrote) – serie TV, episodio 7x16 (1991)
- Le inchieste di Padre Dowling (Father Dowling Mysteries) – serie TV, episodio 3x20 (1991)
- The Owl - Giustizia finale (The Owl), regia di Tom Holland – film TV (1991)
- Cento ore di terrore (Captive), regia di Michael Tuchner – film TV (1991)
- Il commissario Scali (The Commish) – serie TV, episodio 1x18 (1992)
- I racconti della cripta (Tales from the Crypt) – serie TV, episodio 4x12 (1992)
- Renegade – serie TV, episodio 1x20 (1993)
- Walker Texas Ranger (Walker, Texas Ranger) – serie TV, episodio 2x02 (1993)
- Viper – serie TV, episodio 1x08 (1994)
- Pericolo estremo (Extreme) – serie TV, episodio 1x01 (1995)
- SeaQuest - Odissea negli abissi (SeaQuest DSV) – serie TV, episodi 3x03-3x08 (1995)
- Kindred: The Embraced – serie TV, episodio 1x07 (1996)
- Oltre l'innocenza (Portraits of a Killer), regia di Bill Corcoran – film TV (1996)
- Profiler - Intuizioni mortali (Profiler) – serie TV, episodio 1x10 (1997)
- New York Undercover – serie TV, episodio 3x15 (1997)
- Un detective in corsia (Diagnosis: Murder) – serie TV, episodio 5x04 (1997)
- Tutta colpa della neve (One Special Night), regia di Roger Young – film TV (1999)
- Strange World – serie TV, episodio 1x13 (2000)
- Law & Order: Criminal Intent – serie TV, episodio 1x06 (2001)
- Law & Order - I due volti della giustizia (Law & Order) – serie TV, episodio 12x23 (2002)
- Law & Order - Unità vittime speciali (Law & Order: Special Victims Unit) – serie TV, episodio 9x11 (2008)

### Produttrice
- Skipping Stones, regia di S.J. Creazzo (2020)

## Riconoscimenti
- Independent Spirit Award
  - 1987 - Candidatura alla miglior attrice protagonista per Cuori nel deserto[1]